# Julio César Arroyo
Julio César Arroyo Nazareno es un deportista ecuatoriano que compite en taekwondo. Ganó una medalla de bronce en los Juegos Panamericanos de 2023, en la prueba de equipo.

## Palmarés internacional
| Juegos Panamericanos | Juegos Panamericanos | Juegos Panamericanos | Juegos Panamericanos |
| Año                  | Lugar                | Medalla              | Categoría            |
| -------------------- | -------------------- | -------------------- | -------------------- |
| 2023                 | Santiago (Chile)     | Medalla de bronce    | Equipo               |